# Gora Otsechënnaja
Gora Otsechënnaja (englische Transkription von russisch Гора Отсечённая Gora Otsetschonnaja, deutsch ‚Abgeschnittener Berg‘) ist ein Nunatak im ostantarktischen Prinzessin-Elisabeth-Land. Er ragt westlich der Grove Mountains auf.
Russische Wissenschaftler benannten ihn.